# Borgmeiermyia rozeni
Borgmeiermyia rozeni är en tvåvingeart som beskrevs av Arnaud 1963. Borgmeiermyia rozeni ingår i släktet Borgmeiermyia och familjen parasitflugor. Inga underarter finns listade i Catalogue of Life.